# Nahir Besara
Nahir Besara (Södertälje, 25 febbraio 1991) è un calciatore svedese, centrocampista o attaccante dell'Hammarby.

## Caratteristiche tecniche
Viene descritto come un centrocampista offensivo o una seconda punta con un buon controllo di palla, abilità di passaggio e comprensione del gioco.

## Carriera
La carriera di Besara inizia all'Assyriska, club di Södertälje fondato da immigrati di origine assira come lui.
Ha debuttato in prima squadra nel 2008, quando aveva 17 anni ed era il giocatore più giovane in rosa. Qui gioca cinque campionati di Superettan.
Il suo passaggio all'Hammarby avviene nel gennaio del 2013. Al termine della stagione 2014, la squadra ritorna in Allsvenskan dopo cinque anni di assenza. Nel 2015 Besara colleziona le sue prime presenze in Allsvenskan segnando cinque reti, tra cui un gol di tacco decisivo nel derby vinto 2-1 contro il Djurgården.
Durante il mese di luglio, a tre mesi dalla scadenza del contratto con l'Hammarby, viene ceduto al Göztepe, nella seconda serie turca, dove rimane per un anno collezionando 15 presenze (ottenute in gran parte nella prima metà di stagione), prima di rescindere consensualmente nel luglio 2016.
Svincolato, nell'agosto 2016 è tornato a giocare in Svezia con l'ingaggio da parte dell'Örebro, valido fino al termine della stagione 2018. Nel 2017 è stato il terzo miglior realizzatore del campionato con 10 reti all'attivo, a cui si sono aggiunti i 7 assist forniti. Dopo i due anni e mezzo in bianconero, ha lasciato la squadra a fine contratto, vista l'ambizione di voler proseguire altrove la propria carriera.
Nel gennaio del 2019 ha scelto di accettare l'offerta dei sauditi dell'Al-Fayha con un contratto di breve durata. Nell'agosto 2019 ha sottoscritto un accordo annuale con i ciprioti del Pafos FC. La stagione tuttavia è stata chiusa in anticipo a causa della pandemia di COVID-19, così Besara ha chiuso l'annata al Pafos con una rete e 22 presenze in campionato.
Besara è tornato a giocare per l'Örebro nel giugno 2020, proprio pochi giorni prima dell'inizio dell'Allsvenskan 2020, la quale era stata posticipata sempre per via della pandemia di COVID-19. In 29 presenze ha realizzato 12 reti (di cui 4 su calcio di rigore) e distribuito 4 assist.
Nel gennaio del 2021 si è invece unito agli emiratini dell'Hatta Club con un contratto annuale con opzione di estensione fino all'estate del 2022. Nel maggio 2021 tuttavia ha rescisso dopo che il club è retrocesso.
Nel luglio del 2021 è tornato così ad essere un giocatore dell'Örebro. Con i bianconeri, in quel momento ultimi in classifica, Besara ha sottoscritto un accordo della durata di tre anni e mezzo. Nonostante ciò, complice anche la retrocessione giunta al termine dell'Allsvenskan 2021, il suo contratto è stato risolto nel gennaio del 2022.
Il 3 febbraio 2022 ha fatto ritorno a parametro zero all'Hammarby con un contratto biennale. Ha giocato tutte e 30 le partite dell'Allsvenskan 2022, realizzando 11 reti.

## Statistiche

### Presenze e reti nei club
Statistiche aggiornate al 21 dicembre 2024.
| Stagione         | Squadra          | Campionato       | Campionato | Campionato | Coppe nazionali | Coppe nazionali | Coppe nazionali | Coppe continentali | Coppe continentali | Coppe continentali | Altre coppe | Altre coppe | Altre coppe | Totale | Totale |
| Stagione         | Squadra          | Comp             | Pres       | Reti       | Comp            | Pres            | Reti            | Comp               | Pres               | Reti               | Comp        | Pres        | Reti        | Pres   | Reti   |
| ---------------- | ---------------- | ---------------- | ---------- | ---------- | --------------- | --------------- | --------------- | ------------------ | ------------------ | ------------------ | ----------- | ----------- | ----------- | ------ | ------ |
| 2008             | Assyriska        | S                | 8          | 0          |                 | -               | -               |                    | -                  | -                  |             | -           | -           | 8      | 0      |
| 2009             | Assyriska        | S                | 27         | 2          | CS              | 1               | 1               |                    | -                  | -                  |             | -           | -           | 28     | 3      |
| 2010             | Assyriska        | S                | 27         | 2          |                 | -               | -               |                    | -                  | -                  |             | -           | -           | 27     | 2      |
| 2011             | Assyriska        | S                | 28         | 4          | CS              | 1               | 0               |                    | -                  | -                  |             | -           | -           | 29     | 4      |
| 2012             | Assyriska        | S                | 29         | 8          |                 | -               | -               |                    | -                  | -                  |             | -           | -           | 29     | 8      |
| Totale Assyriska | Totale Assyriska | Totale Assyriska | 119        | 16         |                 | 2               | 1               |                    | -                  | -                  |             | -           | -           | 121    | 17     |
| 2013             | Hammarby         | S                | 28         | 4          | CS              | 1               | 1               |                    | -                  | -                  |             | -           | -           | 29     | 5      |
| 2014             | Hammarby         | S                | 26         | 7          | CS+CS           | 3+1             | 0+1             |                    | -                  | -                  |             | -           | -           | 30     | 8      |
| gen-ago 2015     | Hammarby         | A                | 15         | 5          | CS              | 4               | 0               |                    | -                  | -                  |             | -           | -           | 19     | 5      |
| 2015-2016        | Göztepe          | 1L               | 15         | 1          | CT              | 1               | 0               |                    | -                  | -                  |             | -           | -           | 16     | 1      |
| ago-dic 2016     | Örebro           | A                | 13         | 4          | CS              | 1               | 0               |                    | -                  | -                  |             | -           | -           | 14     | 4      |
| 2017             | Örebro           | A                | 30         | 10         | CS              | 3               | 1               |                    | -                  | -                  |             | -           | -           | 33     | 11     |
| 2018             | Örebro           | A                | 30         | 5          | CS              | 4               | 3               |                    | -                  | -                  |             | -           | -           | 34     | 8      |
| gen-giu 2019     | Al-Fayha         | SPL              | 11         | 3          |                 | -               | -               |                    | -                  | -                  |             | -           | -           | 11     | 3      |
| 2019-2020        | Pafos            | A                | 22         | 1          | CC              | 1               | 0               |                    | -                  | -                  |             | -           | -           | 23     | 1      |
| giu-dic 2020     | Örebro           | A                | 29         | 12         | CS              | 1               | 0               |                    | -                  | -                  |             | -           | -           | 30     | 12     |
| gen-giu 2021     | Hatta Club       | PL               | 13         | 1          |                 | -               | -               |                    | -                  | -                  |             | -           | -           | 13     | 1      |
| lug-dic 2021     | Örebro           | A                | 17         | 4          | CS              | 1               | 0               |                    | -                  | -                  |             | -           | -           | 18     | 4      |
| Totale Örebro    | Totale Örebro    | Totale Örebro    | 119        | 35         |                 | 10              | 4               |                    |                    |                    |             |             |             | 129    | 39     |
| 2022             | Hammarby         | A                | 30         | 11         | CS              | 6               | 2               |                    | -                  | -                  |             | -           | -           | 36     | 13     |
| 2023             | Hammarby         | A                | 29         | 9          | CS+CS           | 4+0             | 3+0             | UECL               | 2                  | 0                  |             | -           | -           | 35     | 12     |
| 2024             | Hammarby         | A                | 28         | 10         | CS+CS           | 3+1             | 2+0             |                    | -                  | -                  |             | -           | -           | 32     | 12     |
| Totale Hammarby  | Totale Hammarby  | Totale Hammarby  | 156        | 46         |                 | 23              | 9               |                    | 2                  | 0                  |             | -           | -           | 181    | 55     |
| Totale carriera  | Totale carriera  | Totale carriera  | 455        | 103        |                 | 37              | 14              |                    | 2                  | 0                  |             | -           | -           | 494    | 117    |